# E3 BinckBank Classic 2019
L'E3 BinckBank Classic 2019 (officiellement Record Bank E3 Harelbeke BinckBank 2019) est la 62e édition de cette course cycliste masculine sur route. Il a lieu le 29 mars 2019 en Belgique et constitue la onzième épreuve du calendrier UCI World Tour 2019, en catégorie 1.UWT.
L'épreuve est remportée par Zdeněk Štybar de l'équipe Deceuninck-Quick Step.

## Présentation

### Équipes
| WorldTeams (18)- Deceuninck-Quick Step - Lotto Soudal - CCC Team - AG2R La Mondiale - Bora-hansgrohe - Team Jumbo-Visma - Movistar Team - Mitchelton-Scott - Astana - Bahrain-Merida - EF Education First - Groupama-FDJ - Dimension Data - Katusha-Alpecin - Sky - Team Sunweb - Trek-Segafredo - UAE Team Emirates Équipes continentales professionnelles (7)- Direct Énergie - Sport Vlaanderen-Baloise - Wallonie Bruxelles - Wanty-Groupe Gobert - Cofidis, Solutions Crédits - Israel Cycling Academy - Roompot-Charles |
| |

### Parcours
Le Grand Prix E3 commence dans le centre de Harelbeke et se déplace à l'Est à son point le plus oriental à Ninove après 67 km, avant de tourner à l'Ouest et de parcourir les monts des Ardennes flamandes, avec quinze ascensions classées. Le Tiegemberg, la dernière montée de la journée, est situé à 20 km de l'arrivée. La distance totale est 203,9 km.
Quinze monts sont au programme de cette édition, dont certains recouverts de pavés :
| Mont | Nom                 | Km    | Revêtement | Longueur (m) | Pente moyenne | Pente maxi | Km de l'arrivée |
| ---- | ------------------- | ----- | ---------- | ------------ | ------------- | ---------- | --------------- |
| 1    | Katteberg           | 28,2  | asphalte   | 750          | 6 %           | 11 %       | 175,7           |
| 2    | La Houppe           | 82,5  | asphalte   | 1 880        | 4,8 %         | 10 %       | 121,4           |
| 3    | Hogerlucht          | 98,3  | asphalte   | 1 350        | 4,5 %         |            | 105,6           |
| 4    | Côte de Trieu       | 108,5 | asphalte   | 1 260        | 7 %           | 13,3 %     | 95,4            |
| 5    | Hotondberg (nl)     | 112,4 | asphalte   | 1 200        | 4 %           | 8 %        | 91,5            |
| 6    | Kortekeer (nl)      | 119,5 | asphalte   | 1 000        | 6,4 %         | 17 %       | 84,4            |
| 7    | Taaienberg          | 124,2 | pavés      | 650          | 9,5 %         | 18 %       | 79,7            |
| 8    | Berg ten Stene      | 132,1 | asphalte   | 1 300        | 5,2 %         | 9 %        | 71,8            |
| 9    | Boigneberg (nl)     | 137,3 | asphalte   | 1 000        | 5,2 %         | 13,3       | 66,6            |
| 10   | Stationsberg (nl)   | 146,5 | pavés      | 460          | 3,2 %         | 10 %       | 57,4            |
| 11   | Kapelberg (nl)      | 157,4 | asphalte   | 750          | 7,1 %         | 14 %       | 46,5            |
| 12   | Paterberg           | 161,5 | pavés      | 400          | 12,9 %        | 20,3 %     | 42,4            |
| 13   | Vieux Quaremont     | 164,3 | pavés      | 2 220        | 4,2 %         | 11,6 %     | 39,6            |
| 14   | Karnemelkbeekstraat | 172,1 | asphalte   | 1 530        | 4,9 %         | 14 %       | 31,8            |
| 15   | Tiegemberg          | 183,9 | asphalte   | 1 000        | 5,6 %         | 9 %        | 20              |

En plus des traditionnels monts, il y a cinq secteurs pavés :
| Secteur | Nom              | Km    | Longueur (m) | Km de l'arrivée |
| ------- | ---------------- | ----- | ------------ | --------------- |
| 1       | Beaucarnestraat  | 28,0  | 1 200        | 175,9           |
| 2       | Holleweg (nl)    | 30    | 1 500        | 173,9           |
| 3       | Paddestraat      | 41,5  | 2 300        | 162,4           |
| 4       | Mariaborrestraat | 147,2 | 2 000        | 56,7            |
| 5       | Varentstraat     | 179,7 | 1 500        | 24,2            |

### Favoris
Les favoris de cette course sont Peter Sagan qui s'est imposé en 2014, Greg Van Avermaet qui a remporté l'édition 2017 et le tenant du titre Niki Terpstra, ainsi que Philippe Gilbert qui a terminé en deuxième position en 2017 et 2018, Oliver Naesen, Yves Lampaert et Wout van Aert.

## Déroulement de la course
L'échappée matinale se forme après une trentaine de kilomètres. Elle est composée de Jaime Castrillo (Movistar), Marc Hirschi (Sunweb), Lionel Taminiaux, Aksel Nommela (Wallonie Bruxelles), Stijn Steels (Roompot-Charles), Ludwig De Winter (Wanty-Gobert), Mihkel Räim (Israel Cycling Academy) et Thomas Sprengers (Sport Vlaanderen-Baloise). L'avance du groupe atteint 5 minutes lorsque la succession de montées s'amorce avec La Houppe.
Avec 80 kilomètres à faire, Peter Sagan (BORA-Hansgrohe) se découvre sur le Taaiemberg, avant de se raviser, laissant son coéquipier Daniel Oss reprendre Wout van Aert (Jumbo-Visma). Plusieurs favoris se retrouvent dans un groupe de poursuivants qui ne dépasse pas 10 secondes d'avance sur le peloton, avant d'être repris 6 kilomètres plus loin. Zdenek Stybar force l'allure sur le Boigneberg et étire significativement le peloton, aidé dans la descente par Tiesj Benoot (Lotto-Soudal) et Greg Van Avermaet (CCC Team).
Bob Jungels (Deceuninck-Quick Step) attaque à son tour sur l'Ellestraat (non-répertorié, entre le Boigneberg et le Stationsberg). Il ferme les 30 secondes qui le sépare de l'échappée en 5 kilomètres. Nils Politt (Katusha-Alpecin) et Jasha Sütterlin (Movistar) organisent une poursuite peu après et parviennent à faire la jonction à 47 kilomètres de la ligne d'arrivée.
L'ascension du Paterberg crée la sélection cruciale pour la finale de la course. S'y retrouvent Peter Sagan, Jens Keukeleire (Lotto-Soudal), Wout van Aert, Greg Van Avermaet, Oliver Naesen (AG2R La Mondiale), Alberto Bettiol (EFEducation First), Matteo Trentin (Mitchelton-Scott) et Zdenek Stybar. L'Oude Kwaremont est le théâtre d'attaques de Bettiol et de Keukeleire, mais les deux seront repris
Jungels se retrouve en solitaire au sommet du Karnemelbeekstraat. Sagan est distancé du groupe de poursuivants sur le Tiegemberg, possiblement en raison d'une défaillance mécanique. Van Avermaet, Bettiol, van Aert et Stybar sont les seuls rescapés du groupe de poursuivants. Stybar ne participe pas à la poursuite car son équipier Jungels est toujours devant, mais celui-ci est finalement repris à 7 kilomètres de l'arrivée. À la suite de quelques attaques infructueuses des coureurs de Deceunick-Quick Step, le groupe se dirige vers le sprint final, remporté par Stybar.

## Classements

### Classement final
| \| Classement général \| Classement général \| Classement général \| Classement général \| Classement général \| \| Coureur \| Coureur \| Pays \| Équipe \| Temps \| \| ------------------ \| ------------------ \| ------------------ \| --------------------- \| ------------------ \| \| 1er \| Zdeněk Štybar \| Tchéquie \| Deceuninck-Quick Step \| 4 h 46 min 05 s \| \| 2e \| Wout van Aert \| Belgique \| Team Jumbo-Visma \| + 0 s \| \| 3e \| Greg Van Avermaet \| Belgique \| CCC Team \| + 0 s \| \| 4e \| Alberto Bettiol \| Italie \| EF Education First \| + 0 s \| \| 5e \| Bob Jungels \| Luxembourg \| Deceuninck-Quick Step \| + 3 s \| \| 6e \| Nils Politt \| Allemagne \| Katusha-Alpecin \| + 1 min 04 s \| \| 7e \| Matteo Trentin \| Italie \| Mitchelton-Scott \| + 1 min 04 s \| \| 8e \| Oliver Naesen \| Belgique \| AG2R La Mondiale \| + 1 min 04 s \| \| 9e \| Jasha Sütterlin \| Allemagne \| Movistar Team \| + 1 min 04 s \| \| 10e \| Marc Hirschi \| Suisse \| Team Sunweb \| + 1 min 04 s \| |                   |            |                       |                 |
| |                   |            |                       |                 |
| Source : ProCyclingStats |                   |            |                       |                 |
| Classement général |                   |            |                       |                 |
| Coureur | Coureur           | Pays       | Équipe                | Temps           |
| 1er | Zdeněk Štybar     | Tchéquie   | Deceuninck-Quick Step | 4 h 46 min 05 s |
| 2e | Wout van Aert     | Belgique   | Team Jumbo-Visma      | + 0 s           |
| 3e | Greg Van Avermaet | Belgique   | CCC Team              | + 0 s           |
| 4e | Alberto Bettiol   | Italie     | EF Education First    | + 0 s           |
| 5e | Bob Jungels       | Luxembourg | Deceuninck-Quick Step | + 3 s           |
| 6e | Nils Politt       | Allemagne  | Katusha-Alpecin       | + 1 min 04 s    |
| 7e | Matteo Trentin    | Italie     | Mitchelton-Scott      | + 1 min 04 s    |
| 8e | Oliver Naesen     | Belgique   | AG2R La Mondiale      | + 1 min 04 s    |
| 9e | Jasha Sütterlin   | Allemagne  | Movistar Team         | + 1 min 04 s    |
| 10e | Marc Hirschi      | Suisse     | Team Sunweb           | + 1 min 04 s    |

### Classements UCI
La course attribue des points au Classement mondial UCI 2019 selon le barème suivant.
| Position           | 1er | 2e  | 3e  | 4e  | 5e  | 6e  | 7e  | 8e  | 9e | 10e | 11e | 12e | 13e | 14e | 15e | 16e à 20e | 21e à 30e | 31e à 50e | 51e à 55e | 56e à 60e |
| Classement général | 400 | 320 | 260 | 220 | 180 | 140 | 120 | 100 | 80 | 68  | 56  | 48  | 40  | 32  | 28  | 24        | 16        | 8         | 4         | 2         |

## Liste des participants
| Légende | Légende                                                                    | Légende | Légende                                                    |
| ------- | -------------------------------------------------------------------------- | ------- | ---------------------------------------------------------- |
| Num     | Dossard de départ porté par le coureur sur ce Grand Prix E3                | Pos     | Position à l'arrivée de la course                          |
|         | Indique un maillot de champion national ou mondial, suivi de sa spécialité | NP      | Indique un coureur qui n'a pas pris le départ de la course |
| AB      | Indique un coureur qui n'a pas terminé la course                           | HD      | Indique un coureur qui a terminé la course hors des délais |

| Direct Énergie TDE | Direct Énergie TDE     | Direct Énergie TDE |
| ------------------ | ---------------------- | ------------------ |
| Num                | Coureur                | Pos                |
| 1                  | Niki Terpstra (NED)    | 15e                |
| 2                  | Lilian Calmejane (FRA) | 46e                |
| 3                  | Angélo Tulik (FRA)     | AB                 |
| 4                  | Damien Gaudin (FRA)    | AB                 |
| 5                  | Pim Ligthart (NED)     | 83e                |
| 6                  | Alexandre Pichot (FRA) | AB                 |
| 7                  | Anthony Turgis (FRA)   | AB                 |

| Deceuninck-Quick Step DQT | Deceuninck-Quick Step DQT | Deceuninck-Quick Step DQT |
| ------------------------- | ------------------------- | ------------------------- |
| Num                       | Coureur                   | Pos                       |
| 11                        | Yves Lampaert (BEL)       | 18e                       |
| 12                        | Iljo Keisse (BEL)         | 60e                       |
| 13                        | Philippe Gilbert (BEL)    | 11e                       |
| 14                        | Bob Jungels (LUX)         | 5e                        |
| 15                        | Kasper Asgreen (DEN)      | 48e                       |
| 16                        | Florian Sénéchal (FRA)    | 25e                       |
| 17                        | Zdeněk Štybar (CZE)       | 1er                       |

| Lotto-Soudal LTS | Lotto-Soudal LTS        | Lotto-Soudal LTS |
| ---------------- | ----------------------- | ---------------- |
| Num              | Coureur                 | Pos              |
| 21               | Tiesj Benoot (BEL)      | 16e              |
| 22               | Jens Keukeleire (BEL)   | 14e              |
| 23               | Stan Dewulf (BEL)       | 36e              |
| 24               | Frederik Frison (BEL)   | AB               |
| 25               | Nikolas Maes (BEL)      | 29e              |
| 26               | Lawrence Naesen (BEL)   | 71e              |
| 27               | Brian van Goethem (NED) | AB               |

| CCC Team CPT | CCC Team CPT                   | CCC Team CPT |
| ------------ | ------------------------------ | ------------ |
| Num          | Coureur                        | Pos          |
| 31           | Greg Van Avermaet (BEL)        | 3e           |
| 32           | Michael Schär (SUI)            | 74e          |
| 33           | Gijs Van Hoecke (BEL)          | AB           |
| 34           | Nathan Van Hooydonck (BEL)     | 55e          |
| 35           | Guillaume Van Keirsbulck (BEL) | AB           |
| 36           | Kamil Gradek (POL)             | AB           |
| 37           | Łukasz Wiśniowski (POL)        | 52e          |

| AG2R La Mondiale ALM | AG2R La Mondiale ALM     | AG2R La Mondiale ALM |
| -------------------- | ------------------------ | -------------------- |
| Num                  | Coureur                  | Pos                  |
| 41                   | Oliver Naesen (BEL)      | 8e                   |
| 42                   | Gediminas Bagdonas (LTU) | AB                   |
| 43                   | Nico Denz (GER)          | AB                   |
| 44                   | Silvan Dillier (SUI)     | 38e                  |
| 45                   | Julien Duval (FRA)       | AB                   |
| 46                   | Dorian Godon (FRA)       | 32e                  |
| 47                   | Stijn Vandenbergh (BEL)  | 35e                  |

| Bora-Hansgrohe BOH | Bora-Hansgrohe BOH      | Bora-Hansgrohe BOH |
| ------------------ | ----------------------- | ------------------ |
| Num                | Coureur                 | Pos                |
| 51                 | Peter Sagan (SVK)       | 17e                |
| 52                 | Maciej Bodnar (POL)     | AB                 |
| 53                 | Marcus Burghardt (GER)  | AB                 |
| 54                 | Jempy Drucker (LUX)     | 78e                |
| 55                 | Daniel Oss (ITA)        | 37e                |
| 56                 | Lukas Pöstlberger (AUT) | 40e                |
| 57                 | Juraj Sagan (SVK)       | AB                 |

| Team Jumbo-Visma TJV | Team Jumbo-Visma TJV        | Team Jumbo-Visma TJV |
| -------------------- | --------------------------- | -------------------- |
| Num                  | Coureur                     | Pos                  |
| 61                   | Wout van Aert (BEL)         | 2e                   |
| 62                   | Amund Grøndahl Jansen (NOR) | 45e                  |
| 63                   | Pascal Eenkhoorn (NED)      | 77e                  |
| 64                   | Mike Teunissen (NED)        | 51e                  |
| 65                   | Taco van der Hoorn (NED)    | 97e                  |
| 66                   | Danny van Poppel (NED)      | 33e                  |
| 67                   | Maarten Wynants (BEL)       | 86e                  |

| Movistar Team MOV | Movistar Team MOV      | Movistar Team MOV |
| ----------------- | ---------------------- | ----------------- |
| Num               | Coureur                | Pos               |
| 71                | Jürgen Roelandts (BEL) | AB                |
| 72                | Jorge Arcas (ESP)      | 69e               |
| 73                | Carlos Barbero (ESP)   | 26e               |
| 74                | Héctor Carretero (ESP) | AB                |
| 75                | Jaime Castrillo (ESP)  | 81e               |
| 76                | Eduard Prades (ESP)    | 41e               |
| 77                | Jasha Sütterlin (GER)  | 9e                |

| Mitchelton-Scott MTS | Mitchelton-Scott MTS          | Mitchelton-Scott MTS |
| -------------------- | ----------------------------- | -------------------- |
| Num                  | Coureur                       | Pos                  |
| 81                   | Matteo Trentin (ITA)          | 7e                   |
| 82                   | Jack Bauer (NZL)              | 50e                  |
| 83                   | Luka Mezgec (SLO)             | AB                   |
| 84                   | Edoardo Affini (ITA)          | AB                   |
| 85                   | Michael Hepburn (AUS)         | 94e                  |
| 86                   | Christopher Juul Jensen (DEN) | 57e                  |
| 87                   | Callum Scotson (AUS)          | AB                   |

| Astana AST | Astana AST                | Astana AST |
| ---------- | ------------------------- | ---------- |
| Num        | Coureur                   | Pos        |
| 91         | Davide Ballerini (ITA)    | AB         |
| 92         | Zhandos Bizhigitov (KAZ)  | AB         |
| 93         | Laurens De Vreese (BEL)   | 44e        |
| 94         | Yevgeniy Gidich (KAZ)     | AB         |
| 95         | Dmitriy Gruzdev (KAZ)     | AB         |
| 96         | Hugo Houle (CAN)          | 53e        |
| 97         | Magnus Cort Nielsen (DEN) | 20e        |

| Bahrain-Merida TBM | Bahrain-Merida TBM        | Bahrain-Merida TBM |
| ------------------ | ------------------------- | ------------------ |
| Num                | Coureur                   | Pos                |
| 101                | Sonny Colbrelli (ITA)     | 13e                |
| 102                | Iván García Cortina (ESP) | 23e                |
| 103                | Heinrich Haussler (AUS)   | 59e                |
| 104                | Kristjan Koren (SLO)      | 63e                |
| 105                | Matej Mohorič (SLO)       | 27e                |
| 106                | Luka Pibernik (SLO)       | 62e                |
| 107                | Jan Tratnik (SLO)         | AB                 |

| EF Education First EF1 | EF Education First EF1    | EF Education First EF1 |
| ---------------------- | ------------------------- | ---------------------- |
| Num                    | Coureur                   | Pos                    |
| 111                    | Sep Vanmarcke (BEL)       | AB                     |
| 112                    | Alberto Bettiol (ITA)     | 4e                     |
| 113                    | Mitchell Docker (AUS)     | AB                     |
| 114                    | Moreno Hofland (NED)      | AB                     |
| 115                    | Sebastian Langeveld (NED) | 12e                    |
| 116                    | Logan Owen (USA)          | AB                     |
| 117                    | Thomas Scully (NZL)       | 98e                    |

| Groupama-FDJ GFC | Groupama-FDJ GFC          | Groupama-FDJ GFC |
| ---------------- | ------------------------- | ---------------- |
| Num              | Coureur                   | Pos              |
| 121              | Arnaud Démare (FRA)       | 34e              |
| 122              | Jacopo Guarnieri (ITA)    | AB               |
| 123              | Ignatas Konovalovas (LTU) | AB               |
| 124              | Stefan Küng (SUI)         | 56e              |
| 125              | Olivier Le Gac (FRA)      | AB               |
| 126              | Miles Scotson (AUS)       | 87e              |
| 127              | Ramon Sinkeldam (NED)     | AB               |

| Dimension Data TDD | Dimension Data TDD         | Dimension Data TDD |
| ------------------ | -------------------------- | ------------------ |
| Num                | Coureur                    | Pos                |
| 131                | Edvald Boasson Hagen (NOR) | AB                 |
| 132                | Rasmus Tiller (NOR)        | 96e                |
| 133                | Bernhard Eisel (AUT)       | AB                 |
| 134                | Michael Valgren (DEN)      | 39e                |
| 135                | Jay Robert Thomson (RSA)   | AB                 |
| 136                | Jacobus Venter (RSA)       | AB                 |
| 137                | Julien Vermote (BEL)       | 64e                |

| Katusha-Alpecin TKA | Katusha-Alpecin TKA          | Katusha-Alpecin TKA |
| ------------------- | ---------------------------- | ------------------- |
| Num                 | Coureur                      | Pos                 |
| 141                 | Willie Smit (RSA)            | AB                  |
| 142                 | Jenthe Biermans (BEL)        | AB                  |
| 143                 | Marco Haller (AUT)           | 19e                 |
| 144                 | Reto Hollenstein (SUI)       | 30e                 |
| 145                 | Viatcheslav Kouznetsov (RUS) | 65e                 |
| 146                 | Nils Politt (GER)            | 6e                  |
| 147                 | Mads Würtz Schmidt (DEN)     | AB                  |

| Team Sky SKY | Team Sky SKY              | Team Sky SKY |
| ------------ | ------------------------- | ------------ |
| Num          | Coureur                   | Pos          |
| 151          | Gianni Moscon (ITA)       | 79e          |
| 152          | Leonardo Basso (ITA)      | AB           |
| 153          | Owain Doull (GBR)         | AB           |
| 154          | Filippo Ganna (ITA)       | 91e          |
| 155          | Luke Rowe (GBR)           | 54e          |
| 156          | Ian Stannard (GBR)        | 90e          |
| 157          | Christopher Lawless (GBR) | AB           |

| Team Sunweb SUN | Team Sunweb SUN              | Team Sunweb SUN |
| --------------- | ---------------------------- | --------------- |
| Num             | Coureur                      | Pos             |
| 161             | Chad Haga (USA)              | AB              |
| 162             | Marc Hirschi (SUI)           | 10e             |
| 163             | Roy Curvers (NED)            | AB              |
| 164             | Asbjørn Kragh Andersen (DEN) | AB              |
| 165             | Søren Kragh Andersen (DEN)   | AB              |
| 166             | Florian Stork (GER)          | AB              |
| 167             | Max Walscheid (GER)          | 89e             |

| Trek-Segafredo TFS | Trek-Segafredo TFS   | Trek-Segafredo TFS |
| ------------------ | -------------------- | ------------------ |
| Num                | Coureur              | Pos                |
| 171                | Jasper Stuyven (BEL) | 58e                |
| 172                | John Degenkolb (GER) | 22e                |
| 173                | Alex Kirsch (LUX)    | AB                 |
| 174                | Alex Frame (NZL)     | AB                 |
| 175                | Mads Pedersen (DEN)  | AB                 |
| 176                | Koen de Kort (NED)   | 76e                |
| 177                | Edward Theuns (BEL)  | 61e                |

| UAE Team Emirates UAD | UAE Team Emirates UAD      | UAE Team Emirates UAD |
| --------------------- | -------------------------- | --------------------- |
| Num                   | Coureur                    | Pos                   |
| 181                   | Alexander Kristoff (NOR)   | 21e                   |
| 182                   | Jasper Philipsen (BEL)     | AB                    |
| 183                   | Sven Erik Bystrøm (NOR)    | 47e                   |
| 184                   | Marco Marcato (ITA)        | 99e                   |
| 185                   | Vegard Stake Laengen (NOR) | AB                    |
| 186                   | Tom Bohli (SUI)            | AB                    |
| 187                   | Ivo Oliveira (POR)         | AB                    |

| Sport Vlaanderen-Baloise SVB | Sport Vlaanderen-Baloise SVB | Sport Vlaanderen-Baloise SVB |
| ---------------------------- | ---------------------------- | ---------------------------- |
| Num                          | Coureur                      | Pos                          |
| 191                          | Piet Allegaert (BEL)         | AB                           |
| 192                          | Lindsay De Vylder (BEL)      | AB                           |
| 193                          | Benjamin Declercq (BEL)      | 82e                          |
| 194                          | Robbe Ghys (BEL)             | AB                           |
| 195                          | Emiel Planckaert (BEL)       | AB                           |
| 196                          | Thomas Sprengers (BEL)       | 49e                          |
| 197                          | Dries Van Gestel (BEL)       | 31e                          |

| Wallonie Bruxelles WVA | Wallonie Bruxelles WVA    | Wallonie Bruxelles WVA |
| ---------------------- | ------------------------- | ---------------------- |
| Num                    | Coureur                   | Pos                    |
| 201                    | Justin Jules (FRA)        | AB                     |
| 202                    | Mathijs Paasschens (NED)  | 84e                    |
| 203                    | Tom Wirtgen (LUX)         | 43e                    |
| 204                    | Aksel Nõmmela (EST)       | 75e                    |
| 205                    | Baptiste Planckaert (BEL) | 24e                    |
| 206                    | Lukas Spengler (SUI)      | AB                     |
| 207                    | Lionel Taminiaux (BEL)    | 73e                    |

| Wanty-Gobert WGG | Wanty-Gobert WGG        | Wanty-Gobert WGG |
| ---------------- | ----------------------- | ---------------- |
| Num              | Coureur                 | Pos              |
| 211              | Frederik Backaert (BEL) | 42e              |
| 212              | Aimé De Gendt (BEL)     | AB               |
| 213              | Ludwig De Winter (BEL)  | 95e              |
| 214              | Tom Devriendt (BEL)     | AB               |
| 215              | Jérôme Baugnies (BEL)   | AB               |
| 216              | Andrea Pasqualon (ITA)  | 92e              |
| 217              | Loïc Vliegen (BEL)      | AB               |

| Cofidis, Solutions Crédits COF | Cofidis, Solutions Crédits COF | Cofidis, Solutions Crédits COF |
| ------------------------------ | ------------------------------ | ------------------------------ |
| Num                            | Coureur                        | Pos                            |
| 221                            | Christophe Laporte (FRA)       | AB                             |
| 222                            | Filippo Fortin (ITA)           | AB                             |
| 223                            | Cyril Lemoine (FRA)            | AB                             |
| 224                            | Kenneth Vanbilsen (BEL)        | 70e                            |
| 225                            | Bert Van Lerberghe (BEL)       | AB                             |
| 226                            | Damien Touzé (FRA)             | 68e                            |
| 227                            | Zico Waeytens (BEL)            | 85e                            |

| Israel Cycling Academy ICA | Israel Cycling Academy ICA | Israel Cycling Academy ICA |
| -------------------------- | -------------------------- | -------------------------- |
| Num                        | Coureur                    | Pos                        |
| 231                        | Guillaume Boivin (CAN)     | 80e                        |
| 232                        | Zakkari Dempster (AUS)     | AB                         |
| 233                        | Conor Dunne (IRL)          | 67e                        |
| 234                        | Sondre Holst Enger (NOR)   | AB                         |
| 235                        | Roy Goldstein (ISR)        | AB                         |
| 236                        | Mihkel Räim (EST)          | 72e                        |
| 237                        | Tom Van Asbroeck (BEL)     | 28e                        |

| Roompot-Charles ROC | Roompot-Charles ROC        | Roompot-Charles ROC |
| ------------------- | -------------------------- | ------------------- |
| Num                 | Coureur                    | Pos                 |
| 241                 | Lars Boom (NED)            | 93e                 |
| 242                 | Jesper Asselman (NED)      | AB                  |
| 243                 | Senne Leysen (BEL)         | 88e                 |
| 244                 | Justin Timmermans (NED)    | AB                  |
| 245                 | Stijn Steels (BEL)         | 66e                 |
| 246                 | Sjoerd van Ginneken (NED)  | AB                  |
| 247                 | Jan-Willem van Schip (NED) | AB                  |

| Direct Énergie TDE | Direct Énergie TDE     | Direct Énergie TDE |
| ------------------ | ---------------------- | ------------------ |
| Num                | Coureur                | Pos                |
| 1                  | Niki Terpstra (NED)    | 15e                |
| 2                  | Lilian Calmejane (FRA) | 46e                |
| 3                  | Angélo Tulik (FRA)     | AB                 |
| 4                  | Damien Gaudin (FRA)    | AB                 |
| 5                  | Pim Ligthart (NED)     | 83e                |
| 6                  | Alexandre Pichot (FRA) | AB                 |
| 7                  | Anthony Turgis (FRA)   | AB                 |

| Deceuninck-Quick Step DQT | Deceuninck-Quick Step DQT | Deceuninck-Quick Step DQT |
| ------------------------- | ------------------------- | ------------------------- |
| Num                       | Coureur                   | Pos                       |
| 11                        | Yves Lampaert (BEL)       | 18e                       |
| 12                        | Iljo Keisse (BEL)         | 60e                       |
| 13                        | Philippe Gilbert (BEL)    | 11e                       |
| 14                        | Bob Jungels (LUX)         | 5e                        |
| 15                        | Kasper Asgreen (DEN)      | 48e                       |
| 16                        | Florian Sénéchal (FRA)    | 25e                       |
| 17                        | Zdeněk Štybar (CZE)       | 1er                       |

| Lotto-Soudal LTS | Lotto-Soudal LTS        | Lotto-Soudal LTS |
| ---------------- | ----------------------- | ---------------- |
| Num              | Coureur                 | Pos              |
| 21               | Tiesj Benoot (BEL)      | 16e              |
| 22               | Jens Keukeleire (BEL)   | 14e              |
| 23               | Stan Dewulf (BEL)       | 36e              |
| 24               | Frederik Frison (BEL)   | AB               |
| 25               | Nikolas Maes (BEL)      | 29e              |
| 26               | Lawrence Naesen (BEL)   | 71e              |
| 27               | Brian van Goethem (NED) | AB               |

| CCC Team CPT | CCC Team CPT                   | CCC Team CPT |
| ------------ | ------------------------------ | ------------ |
| Num          | Coureur                        | Pos          |
| 31           | Greg Van Avermaet (BEL)        | 3e           |
| 32           | Michael Schär (SUI)            | 74e          |
| 33           | Gijs Van Hoecke (BEL)          | AB           |
| 34           | Nathan Van Hooydonck (BEL)     | 55e          |
| 35           | Guillaume Van Keirsbulck (BEL) | AB           |
| 36           | Kamil Gradek (POL)             | AB           |
| 37           | Łukasz Wiśniowski (POL)        | 52e          |

| AG2R La Mondiale ALM | AG2R La Mondiale ALM     | AG2R La Mondiale ALM |
| -------------------- | ------------------------ | -------------------- |
| Num                  | Coureur                  | Pos                  |
| 41                   | Oliver Naesen (BEL)      | 8e                   |
| 42                   | Gediminas Bagdonas (LTU) | AB                   |
| 43                   | Nico Denz (GER)          | AB                   |
| 44                   | Silvan Dillier (SUI)     | 38e                  |
| 45                   | Julien Duval (FRA)       | AB                   |
| 46                   | Dorian Godon (FRA)       | 32e                  |
| 47                   | Stijn Vandenbergh (BEL)  | 35e                  |

| Bora-Hansgrohe BOH | Bora-Hansgrohe BOH      | Bora-Hansgrohe BOH |
| ------------------ | ----------------------- | ------------------ |
| Num                | Coureur                 | Pos                |
| 51                 | Peter Sagan (SVK)       | 17e                |
| 52                 | Maciej Bodnar (POL)     | AB                 |
| 53                 | Marcus Burghardt (GER)  | AB                 |
| 54                 | Jempy Drucker (LUX)     | 78e                |
| 55                 | Daniel Oss (ITA)        | 37e                |
| 56                 | Lukas Pöstlberger (AUT) | 40e                |
| 57                 | Juraj Sagan (SVK)       | AB                 |

| Team Jumbo-Visma TJV | Team Jumbo-Visma TJV        | Team Jumbo-Visma TJV |
| -------------------- | --------------------------- | -------------------- |
| Num                  | Coureur                     | Pos                  |
| 61                   | Wout van Aert (BEL)         | 2e                   |
| 62                   | Amund Grøndahl Jansen (NOR) | 45e                  |
| 63                   | Pascal Eenkhoorn (NED)      | 77e                  |
| 64                   | Mike Teunissen (NED)        | 51e                  |
| 65                   | Taco van der Hoorn (NED)    | 97e                  |
| 66                   | Danny van Poppel (NED)      | 33e                  |
| 67                   | Maarten Wynants (BEL)       | 86e                  |

| Movistar Team MOV | Movistar Team MOV      | Movistar Team MOV |
| ----------------- | ---------------------- | ----------------- |
| Num               | Coureur                | Pos               |
| 71                | Jürgen Roelandts (BEL) | AB                |
| 72                | Jorge Arcas (ESP)      | 69e               |
| 73                | Carlos Barbero (ESP)   | 26e               |
| 74                | Héctor Carretero (ESP) | AB                |
| 75                | Jaime Castrillo (ESP)  | 81e               |
| 76                | Eduard Prades (ESP)    | 41e               |
| 77                | Jasha Sütterlin (GER)  | 9e                |

| Mitchelton-Scott MTS | Mitchelton-Scott MTS          | Mitchelton-Scott MTS |
| -------------------- | ----------------------------- | -------------------- |
| Num                  | Coureur                       | Pos                  |
| 81                   | Matteo Trentin (ITA)          | 7e                   |
| 82                   | Jack Bauer (NZL)              | 50e                  |
| 83                   | Luka Mezgec (SLO)             | AB                   |
| 84                   | Edoardo Affini (ITA)          | AB                   |
| 85                   | Michael Hepburn (AUS)         | 94e                  |
| 86                   | Christopher Juul Jensen (DEN) | 57e                  |
| 87                   | Callum Scotson (AUS)          | AB                   |

| Astana AST | Astana AST                | Astana AST |
| ---------- | ------------------------- | ---------- |
| Num        | Coureur                   | Pos        |
| 91         | Davide Ballerini (ITA)    | AB         |
| 92         | Zhandos Bizhigitov (KAZ)  | AB         |
| 93         | Laurens De Vreese (BEL)   | 44e        |
| 94         | Yevgeniy Gidich (KAZ)     | AB         |
| 95         | Dmitriy Gruzdev (KAZ)     | AB         |
| 96         | Hugo Houle (CAN)          | 53e        |
| 97         | Magnus Cort Nielsen (DEN) | 20e        |

| Bahrain-Merida TBM | Bahrain-Merida TBM        | Bahrain-Merida TBM |
| ------------------ | ------------------------- | ------------------ |
| Num                | Coureur                   | Pos                |
| 101                | Sonny Colbrelli (ITA)     | 13e                |
| 102                | Iván García Cortina (ESP) | 23e                |
| 103                | Heinrich Haussler (AUS)   | 59e                |
| 104                | Kristjan Koren (SLO)      | 63e                |
| 105                | Matej Mohorič (SLO)       | 27e                |
| 106                | Luka Pibernik (SLO)       | 62e                |
| 107                | Jan Tratnik (SLO)         | AB                 |

| EF Education First EF1 | EF Education First EF1    | EF Education First EF1 |
| ---------------------- | ------------------------- | ---------------------- |
| Num                    | Coureur                   | Pos                    |
| 111                    | Sep Vanmarcke (BEL)       | AB                     |
| 112                    | Alberto Bettiol (ITA)     | 4e                     |
| 113                    | Mitchell Docker (AUS)     | AB                     |
| 114                    | Moreno Hofland (NED)      | AB                     |
| 115                    | Sebastian Langeveld (NED) | 12e                    |
| 116                    | Logan Owen (USA)          | AB                     |
| 117                    | Thomas Scully (NZL)       | 98e                    |

| Groupama-FDJ GFC | Groupama-FDJ GFC          | Groupama-FDJ GFC |
| ---------------- | ------------------------- | ---------------- |
| Num              | Coureur                   | Pos              |
| 121              | Arnaud Démare (FRA)       | 34e              |
| 122              | Jacopo Guarnieri (ITA)    | AB               |
| 123              | Ignatas Konovalovas (LTU) | AB               |
| 124              | Stefan Küng (SUI)         | 56e              |
| 125              | Olivier Le Gac (FRA)      | AB               |
| 126              | Miles Scotson (AUS)       | 87e              |
| 127              | Ramon Sinkeldam (NED)     | AB               |

| Dimension Data TDD | Dimension Data TDD         | Dimension Data TDD |
| ------------------ | -------------------------- | ------------------ |
| Num                | Coureur                    | Pos                |
| 131                | Edvald Boasson Hagen (NOR) | AB                 |
| 132                | Rasmus Tiller (NOR)        | 96e                |
| 133                | Bernhard Eisel (AUT)       | AB                 |
| 134                | Michael Valgren (DEN)      | 39e                |
| 135                | Jay Robert Thomson (RSA)   | AB                 |
| 136                | Jacobus Venter (RSA)       | AB                 |
| 137                | Julien Vermote (BEL)       | 64e                |

| Katusha-Alpecin TKA | Katusha-Alpecin TKA          | Katusha-Alpecin TKA |
| ------------------- | ---------------------------- | ------------------- |
| Num                 | Coureur                      | Pos                 |
| 141                 | Willie Smit (RSA)            | AB                  |
| 142                 | Jenthe Biermans (BEL)        | AB                  |
| 143                 | Marco Haller (AUT)           | 19e                 |
| 144                 | Reto Hollenstein (SUI)       | 30e                 |
| 145                 | Viatcheslav Kouznetsov (RUS) | 65e                 |
| 146                 | Nils Politt (GER)            | 6e                  |
| 147                 | Mads Würtz Schmidt (DEN)     | AB                  |

| Team Sky SKY | Team Sky SKY              | Team Sky SKY |
| ------------ | ------------------------- | ------------ |
| Num          | Coureur                   | Pos          |
| 151          | Gianni Moscon (ITA)       | 79e          |
| 152          | Leonardo Basso (ITA)      | AB           |
| 153          | Owain Doull (GBR)         | AB           |
| 154          | Filippo Ganna (ITA)       | 91e          |
| 155          | Luke Rowe (GBR)           | 54e          |
| 156          | Ian Stannard (GBR)        | 90e          |
| 157          | Christopher Lawless (GBR) | AB           |

| Team Sunweb SUN | Team Sunweb SUN              | Team Sunweb SUN |
| --------------- | ---------------------------- | --------------- |
| Num             | Coureur                      | Pos             |
| 161             | Chad Haga (USA)              | AB              |
| 162             | Marc Hirschi (SUI)           | 10e             |
| 163             | Roy Curvers (NED)            | AB              |
| 164             | Asbjørn Kragh Andersen (DEN) | AB              |
| 165             | Søren Kragh Andersen (DEN)   | AB              |
| 166             | Florian Stork (GER)          | AB              |
| 167             | Max Walscheid (GER)          | 89e             |

| Trek-Segafredo TFS | Trek-Segafredo TFS   | Trek-Segafredo TFS |
| ------------------ | -------------------- | ------------------ |
| Num                | Coureur              | Pos                |
| 171                | Jasper Stuyven (BEL) | 58e                |
| 172                | John Degenkolb (GER) | 22e                |
| 173                | Alex Kirsch (LUX)    | AB                 |
| 174                | Alex Frame (NZL)     | AB                 |
| 175                | Mads Pedersen (DEN)  | AB                 |
| 176                | Koen de Kort (NED)   | 76e                |
| 177                | Edward Theuns (BEL)  | 61e                |

| UAE Team Emirates UAD | UAE Team Emirates UAD      | UAE Team Emirates UAD |
| --------------------- | -------------------------- | --------------------- |
| Num                   | Coureur                    | Pos                   |
| 181                   | Alexander Kristoff (NOR)   | 21e                   |
| 182                   | Jasper Philipsen (BEL)     | AB                    |
| 183                   | Sven Erik Bystrøm (NOR)    | 47e                   |
| 184                   | Marco Marcato (ITA)        | 99e                   |
| 185                   | Vegard Stake Laengen (NOR) | AB                    |
| 186                   | Tom Bohli (SUI)            | AB                    |
| 187                   | Ivo Oliveira (POR)         | AB                    |

| Sport Vlaanderen-Baloise SVB | Sport Vlaanderen-Baloise SVB | Sport Vlaanderen-Baloise SVB |
| ---------------------------- | ---------------------------- | ---------------------------- |
| Num                          | Coureur                      | Pos                          |
| 191                          | Piet Allegaert (BEL)         | AB                           |
| 192                          | Lindsay De Vylder (BEL)      | AB                           |
| 193                          | Benjamin Declercq (BEL)      | 82e                          |
| 194                          | Robbe Ghys (BEL)             | AB                           |
| 195                          | Emiel Planckaert (BEL)       | AB                           |
| 196                          | Thomas Sprengers (BEL)       | 49e                          |
| 197                          | Dries Van Gestel (BEL)       | 31e                          |

| Wallonie Bruxelles WVA | Wallonie Bruxelles WVA    | Wallonie Bruxelles WVA |
| ---------------------- | ------------------------- | ---------------------- |
| Num                    | Coureur                   | Pos                    |
| 201                    | Justin Jules (FRA)        | AB                     |
| 202                    | Mathijs Paasschens (NED)  | 84e                    |
| 203                    | Tom Wirtgen (LUX)         | 43e                    |
| 204                    | Aksel Nõmmela (EST)       | 75e                    |
| 205                    | Baptiste Planckaert (BEL) | 24e                    |
| 206                    | Lukas Spengler (SUI)      | AB                     |
| 207                    | Lionel Taminiaux (BEL)    | 73e                    |

| Wanty-Gobert WGG | Wanty-Gobert WGG        | Wanty-Gobert WGG |
| ---------------- | ----------------------- | ---------------- |
| Num              | Coureur                 | Pos              |
| 211              | Frederik Backaert (BEL) | 42e              |
| 212              | Aimé De Gendt (BEL)     | AB               |
| 213              | Ludwig De Winter (BEL)  | 95e              |
| 214              | Tom Devriendt (BEL)     | AB               |
| 215              | Jérôme Baugnies (BEL)   | AB               |
| 216              | Andrea Pasqualon (ITA)  | 92e              |
| 217              | Loïc Vliegen (BEL)      | AB               |

| Cofidis, Solutions Crédits COF | Cofidis, Solutions Crédits COF | Cofidis, Solutions Crédits COF |
| ------------------------------ | ------------------------------ | ------------------------------ |
| Num                            | Coureur                        | Pos                            |
| 221                            | Christophe Laporte (FRA)       | AB                             |
| 222                            | Filippo Fortin (ITA)           | AB                             |
| 223                            | Cyril Lemoine (FRA)            | AB                             |
| 224                            | Kenneth Vanbilsen (BEL)        | 70e                            |
| 225                            | Bert Van Lerberghe (BEL)       | AB                             |
| 226                            | Damien Touzé (FRA)             | 68e                            |
| 227                            | Zico Waeytens (BEL)            | 85e                            |

| Israel Cycling Academy ICA | Israel Cycling Academy ICA | Israel Cycling Academy ICA |
| -------------------------- | -------------------------- | -------------------------- |
| Num                        | Coureur                    | Pos                        |
| 231                        | Guillaume Boivin (CAN)     | 80e                        |
| 232                        | Zakkari Dempster (AUS)     | AB                         |
| 233                        | Conor Dunne (IRL)          | 67e                        |
| 234                        | Sondre Holst Enger (NOR)   | AB                         |
| 235                        | Roy Goldstein (ISR)        | AB                         |
| 236                        | Mihkel Räim (EST)          | 72e                        |
| 237                        | Tom Van Asbroeck (BEL)     | 28e                        |

| Roompot-Charles ROC | Roompot-Charles ROC        | Roompot-Charles ROC |
| ------------------- | -------------------------- | ------------------- |
| Num                 | Coureur                    | Pos                 |
| 241                 | Lars Boom (NED)            | 93e                 |
| 242                 | Jesper Asselman (NED)      | AB                  |
| 243                 | Senne Leysen (BEL)         | 88e                 |
| 244                 | Justin Timmermans (NED)    | AB                  |
| 245                 | Stijn Steels (BEL)         | 66e                 |
| 246                 | Sjoerd van Ginneken (NED)  | AB                  |
| 247                 | Jan-Willem van Schip (NED) | AB                  |